# スコット・ビーチ
スコット・ビーチ（Scott Beach,  1931年1月13日 - 1996年2月13日）は、アメリカ合衆国の俳優、声優、DJである。

## 来歴
1931年、オレゴン州のポートランド生まれ。1960年代にコメディ集団「The Committee」に所属してキャリアをスタートさせた。1968年にスティーブ・マックイーン主演の『ブリット』で映画デビュー。1971年にはジョージ・ルーカスのデビュー作『THX 1138』へもノンクレジットながらナレーターとして出演もしている。その縁で、ルーカスが監督した『アメリカン・グラフィティ』と『スター・ウォーズ エピソード4/新たなる希望』（ノンクレジットで声のみの出演）へも出演を果たした。俳優としての活動のみならず、サンフランシスコにあるラジオ局、KSFOでDJなどとしても活躍した。
俳優としての活動では他に、スティーヴン・キング原作の青春映画『スタンド・バイ・ミー』における市長役や、ロビン・ウィリアムズ主演のコメディ映画『ミセス・ダウト』の判事役などで知られている。声優としてのキャリアではアニメーションシリーズ版の『スヌーピー』の数エピソードへも出演しており、長編用に製作された『スヌーピーとチャーリー・ブラウン/ ヨーロッパの旅』では複数の役を担当している。
1961年に結婚して子供が二人いた。

### 死去
1996年、2月13日、カリフォルニア州サンフランシスコで死去。65歳だった。

## 出演作品

### 映画
- ブリット Britto (1968)
- One Is a Lonely Number (1972)
- Bizarre Devices (1973)
- アメリカン・グラフィティ American Graffiti (1973)
- The Second Coming of Suzanne (1974)
- The Grizzly & the Treasure (1975)
- Chu Chu and the Philly Flash (1981)
- ライトスタッフ The Right Stuff (1983)
- メル・ブルックスの大脱走 To Be or Not to Be (1983)
- スタンド・バイ・ミー Stand by Me (1986)
- タッカー Tucker: The Man and His Dream (1988)
- ミセス・ダウト Mrs. Doubtfire (1993)
- ゲッティング・イーブン Getting Even with Dad (1994)

### 声の出演
- THX 1138 THX 1138 (1970)
- スター・ウォーズ エピソード4/新たなる希望 Star Wars (1977)
- がんばれ! ジュニアオリンピック You're the Greatest, Charlie Brown (1979)
- スヌーピーのスケートレッスン She's a Good Skate, Charlie Brown (1980)
- スヌーピーとチャーリー・ブラウン/ ヨーロッパの旅 Bon Voyage, Charlie Brown (and Don't Come Back!!) (1980)

### テレビドラマ
- Blacke's Magic (1986)
- Midnight Caller (1990)

### ビデオゲーム
- Psychic Detective (1994)